# Uchenna Ofoha
Uchenna Chinedu Ofoha (* 16. Juni 1994) ist ein kanadisch-nigerianischer Volleyballspieler.

## Karriere
Ofoha begann seine Karriere an der Father Michael McGivney Catholic Academy in Markham. Von 2012 bis 2017 studierte er an der Ryerson University und spielte in der Universitätsmannschaft Rams. Nach seinem Studium wechselte der Mittelblocker 2017 zum finnischen Verein Kokkolan Tiikerit. In der Saison 2018/19 spielte er beim deutschen Zweitligisten Chemie Volley Mitteldeutschland. Der Verein wurde Erster in der Zweiten Liga, verzichtete aber auf den Aufstieg. Im Sommer 2019 gab Ofoha bei den Afrikaspielen sein Debüt in der nigerianischen Nationalmannschaft. Anschließend wechselte er zum Bundesligisten Netzhoppers Königs Wusterhausen.